# Liste der Stolpersteine in Prag-Libeň

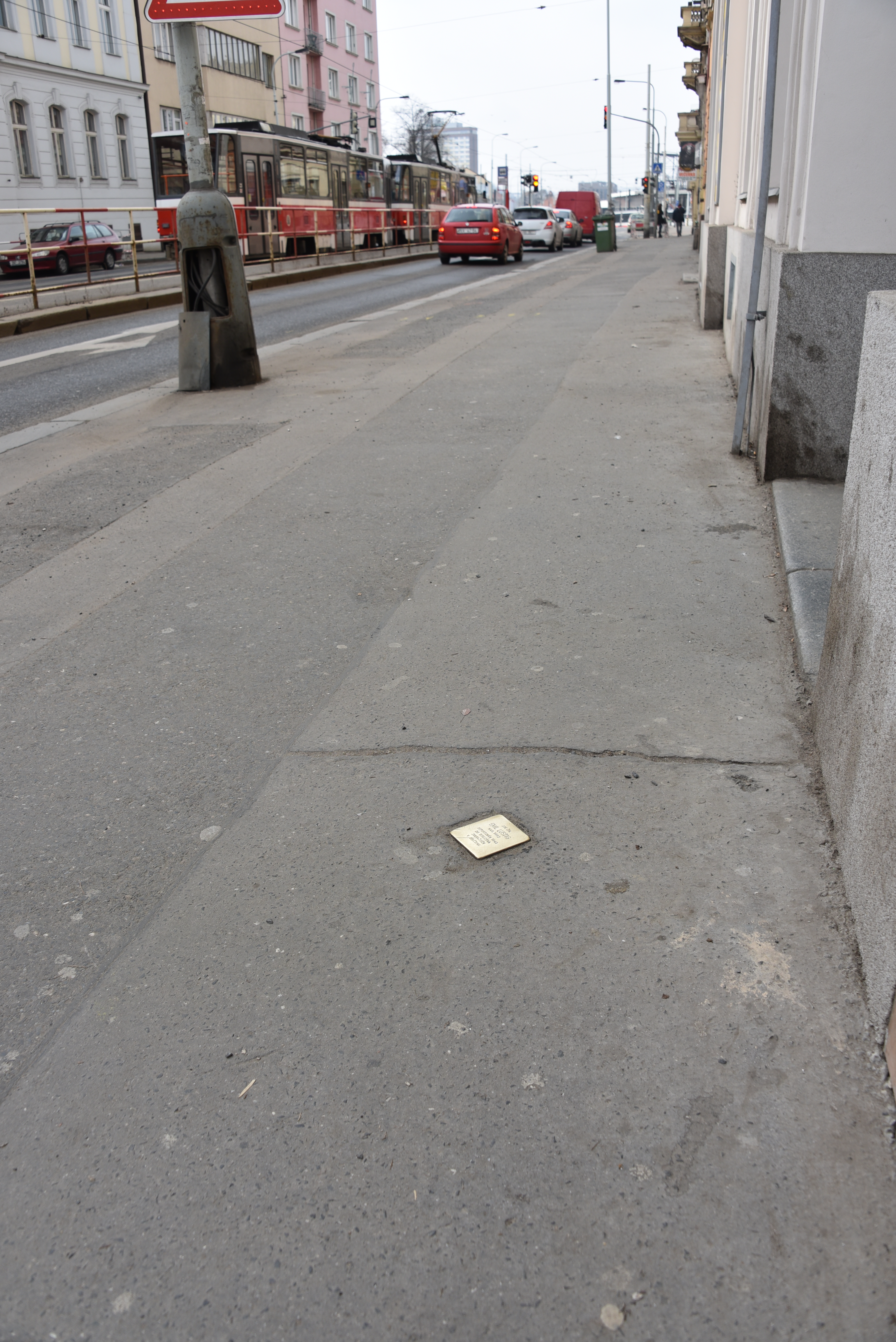
Stolperstein für Emil Lustig in Prag-Libeň

Die Liste der Stolpersteine in Prag-Libeň enthält die Stolpersteine, die im Prager Stadtviertel Libeň (deutsch Lieben) verlegt wurden. Stolpersteine erinnern an das Schicksal der Menschen, welche von den Nationalsozialisten ermordet, deportiert, vertrieben oder in den Suizid getrieben wurden. Die Stolpersteine wurden von Gunter Demnig konzipiert und werden im Regelfall auch von ihm persönlich verlegt.
Das tschechische Stolpersteinprojekt Stolpersteine.cz wurde 2008 durch die Česká unie židovské mládeže (Tschechische Union jüdischer Jugend) ins Leben gerufen und stand unter der Schirmherrschaft des Prager Bürgermeisters. Die Stolpersteine liegen zumeist vor dem letzten selbstgewählten Wohnort des Opfers. Die Stolpersteine werden auf Tschechisch stolpersteine genannt, alternativ auch kameny zmizelých (Steine der Verschwundenen).
Die Tabellen sind teilweise sortierbar; die Grundsortierung erfolgt alphabetisch nach dem Familiennamen.

## Verlegte Stolpersteine
| Stolperstein | Übersetzung | Verlegeort              | Name, Leben |
| ------------ | --- | ----------------------- | --- |
|              | HIER LEBTE GUSTAV ADLER GEB. 1877 DEPORTIERT 1941 NACH THERESIENSTADT ERMORDET IN SOBIBOR                                 | Na Truhlářce 1457/9     | Gustav Adler (1877–1941/45) |
|              | HIER WOHNTE RUDOLF FANTL GEB. 1915 DEPORTIERT 1941 NACH THERESIENSTADT 1944 NACH AUSCHWITZ ERMORDET                       | Poděbradská 227/6       | Rudolf Fantl |
|              | HIER WOHNTE MILENA FANTLOVÁ GEB. 1925 DEPORTIERT 1941 NACH THERESIENSTADT 1944 NACH AUSCHWITZ ERMORDET                    | Poděbradská 227/6       | Milena Fantlová |
|              | HIER LEBTE JIŘÍ FREUDENFELS GEB. 1904 DEPORTIERT 1942 NACH THERESIENSTADT 1944 NACH AUSCHWITZ ERMORDET                    | V Holešovičkách 1158/25 | Jiří Freudenfels (1904–1944/45) |
|              | HIER WOHNTE ANTONÍN LÖW JG. 1933 DEPORTIERT 1941 NACH ŁÓDŹ ERMORDET                                                       | Světova 498/3           | Antonín Löw wurde am 8. November 1933 geboren. Seine Eltern waren Klára und Dr. Otakar Löw. Er hatte einen älteren Bruder, František (geb. 1930). Im Alter von sieben Jahren wurde er am 16. Oktober 1941 gemeinsam mit seiner Familie mit dem Transport A von Prag ins Ghetto Łódź deportiert. Seine Transportnummer war 917 von 1.000. Antonín Löw, sein Bruder und seine Eltern haben die Shoah nicht überlebt. |
|              | HIER WOHNTE FRANTIŠEK LÖW JG. 1930 DEPORTIERT 1941 NACH ŁÓDŹ ERMORDET                                                     | Světova 498/3           | František Löw wurde am 16. Juni 1930 geboren. Seine Eltern waren Klára und Dr. Otokar Löw. Er hatte einen jüngeren Bruder, Antonín (geb. 1933). Im Alter von elf Jahren wurde er am 16. Oktober 1941 gemeinsam mit seiner Familie mit dem Transport A von Prag ins Ghetto Łódź deportiert. Seine Transportnummer war 916 von 1.000. František Löw, sein jüngerer Bruder und seine Eltern haben die Shoah nicht überlebt. |
|              | HIER WOHNTE OTAKAR LÖW JG. 1894 DEPORTIERT 1941 NACH ŁÓDŹ ERMORDET                                                        | Světova 498/3           | Otakar Löw wurde am 27. März 1894 geboren. Er war mit Klara Löwova verheiratet. Das Paar hatte zwei Söhne: František (geb. 1930) und Antonín (geb. 1933). Die letzte Adresse der Familie vor der Deportation war Kaplířova 3 in Praha VIII. Dr. Otakar Löw, seine Frau und seine Söhne wurden am 16. Oktober 1941 mit dem Transport A von Prag ins Ghetto Łódź deportiert. Seine Transportnummer war 914 von 1.000. Otakar Löw, seine Frau und seine Söhne haben die Shoah nicht überlebt. |
|              | HIER WOHNTE KLÁRA LÖWOVÁ GEB. STRÁNSKÁ JG. 1902 DEPORTIERT 1941 NACH ŁÓDŹ ERMORDET                                        | Světova 498/3           | Klára Löwová wurde am 6. Januar 1902 geboren. Sie war mit Dr. Otakar Löw verheiratet. Das Paar hatte zwei Söhne: František (geb. 1930) und Antonín (geb. 1933). Die letzte Adresse der Familie vor der Deportation war Kaplířova 3 in Praha VIII. Klára Löwová, ihr Ehemann und ihre Söhne wurden am 16. Oktober 1941 mit dem Transport A von Prag ins Ghetto Łódź deportiert. Ihre Transportnummer war 915 von 1.000. Klára Löwová, ihr Mann und ihre Söhne haben die Shoah nicht überlebt. |
|              | HIER WOHNTE EMIL LUSTIG JG. 1892 DEPORTIERT 1943 NACH THERESIENSTADT ERMORDET IN AUSCHWITZ                                | Sokolovská 428/137      | Emil Lustig wurde am 11. September 1892 geboren. Er war der Sohn von Ferdinand Lustig und Louise geb. Kohn und er hatte eine Schwester, Martha (geboren 1887), später verheiratete Pick. Sein Vater starb im Jahre 1904, seine Mutter 1926. Er heiratete Terezie geb. Löwy. Das Paar hatte zwei Kinder: Arnošt Lustig (geboren am 21. Dezember 1926 in Prag) und Hana. Sein letzter Wohnsitz vor der Deportation war in Prag VIII, Královská 137 (1948 wurde die Straße in Sokolovská umbenannt). Am 9. April 1943 wurde er mit dem Transport Cy ins KZ Theresienstadt deportiert. Seine Nummer auf diesem Transport war 129 von 150. Von dort wurde er am 29. September 1944 mit Transport El ins KZ Auschwitz deportiert. Seine Nummer auf diesem Transport war 1.324 von 1500. Emil Lustig wurde vom NS-Regime in Auschwitz ermordet. Seine Schwester Marta Picková wurde nach ihrer Deportation von Theresienstadt nach Piaski im Jahr 1942 ermordet. Seine Frau und seine Tochter Hana wurden ebenfalls nach Theresienstadt deportiert, konnten aber die Shoah überleben. Sein Sohn Arnošt wurde 1942 ins KZ Theresienstadt deportiert, von dort kam er nach Auschwitz, schließlich nach Buchenwald und beim Transport nach Dachau gelang ihm die Flucht. Er wurde ein bekannter Schriftsteller und verstarb 2011. Terezie Lustigová verstarb 1984. |
|              | HIER LEBTE ALEXANDRA SCHULZOVÁ GEB. 1935 DEPORTIERT 1941 NACH THERESIENSTADT 1944 NACH AUSCHWITZ ERMORDET                 | Valčíkova 1146/8        | Alexandra Schulzová (1935–1944/45) |
|              | HIER LEBTE LUCIE SCHULZOVÁ GEB. SCHWARZKOPFOVÀ GEB. 1908 DEPORTIERT 1941 NACH THERESIENSTADT 1944 NACH AUSCHWITZ ERMORDET | Valčíkova 1146/8        | Lucie Schulzová, geborene Schwarzkopfová (1908–1944/45) |

## Verlegedaten
Die Stolpersteine in Prag wurden von Gunter Demnig persönlich an folgenden Tagen verlegt: 8. Oktober 2008, 7. November 2009, 12. Juni 2010, 13. bis 15. Juli 2011 und 17. Juli 2013 (soweit die auf der Website des Künstlers angegebenen Termine). Weitere Verlegungen erfolgten am 28. Oktober 2012, sind allerdings auf der Website nicht erwähnt. Die Stolpersteine in Prague-Libeň müssen vor dem 6. Oktober 2011 verlegt worden sein, weil sie an diesem Tag fotografisch dokumentiert wurden.